# スミス海峡
スミス海峡（スミスかいきょう）は、グリーンランドとカナダのエルズミーア島との間のネアズ海峡の一部であり、バフィン湾南部と同じくネアズ海峡の一部である ケイン湾(en)とを結ぶ。
この海峡のグリーンランド側の沿岸には、現在は廃村となっているエタ、アンノアトックの定住地があった。

## 歴史
判明している限りでは、スミス海峡にヨーロッパ人が初めて訪れたのは1616年のディスカヴァリー(船長:ロバート・バイロット(en)操縦士:ウィリアム・バフィン)であった。 イングランド人の外交官トーマス・スマイス(en)のあとに独自に「トーマス・スミスの海峡」と命名され、1750年代には地図上に正式に掲載されるよえになった。1818年の ジョン・ロスによるものまで、この海域でこれより北に到達した探検はなかった。その頃には、トーマス・スミスの海峡は単に「スミス海峡」と呼ばれるようになった。
1852年には、 エドワード・オーガスタス・イングルフィールド(en)がバフィン湾のわずかに北を通り、知られている新たな北アメリカ最北の地となった。